# 神田和泉町
神田和泉町（かんだいずみちょう）は、東京都千代田区の町名。住居表示は未実施。「丁目」の設定のない単独町名である。

## 地理
東京都千代田区の北東部に位置する。北部は台東区台東一丁目に接する。東部は清洲橋通りに接し、これを境に台東区浅草橋に接する。南部は佐久間学校通りに接し、これを境に千代田区神田佐久間町に接する。西部は昭和通りに接し、これを境に千代田区神田松永町に接する。町域内は商業地域としての性質が強く、オフィスビルや商店が多く見られる。
当町は住居表示を施行していないが、1986年（昭和61年）3月の地番整理の際にそれに準じた街区符番（枝番）を採用している。当町は1番地と2番地しか存在しないため、番地を丁目の代わりとして使用している（例：神田和泉町1-2-3の最初の「1」は「1番地」のことである）。

## 地名の由来
町名は藤堂高虎以降藤堂家当主が代々襲名した官位「和泉守」に由来し、現在でも津市では藤堂高虎縁の地としてイベントを行っている。より正確に言えば、江戸切絵図によると町内に能勢氏、太田氏、中根氏、酒井氏の各氏の屋敷も存在しているが、藤堂家屋敷の面積が最も大きく、現在の昭和通りを和泉橋通りと呼ぶなど、この地域の地名に「和泉」をつけることが一般化していた。
神田和泉町が成立したのは1872年（明治5年）である。1911年（明治44年）に神田の冠称を外したが、1947年（昭和22年）に神田区が千代田区に合併すると同時に冠称を復した。

## 歴史

### 江戸時代
江戸時代は武家地であり武家屋敷が存在していた。明暦の大火直前の『新添江戸之図』では、西から順に伊勢国津藩藤堂大隅守（和泉守の誤り）家上屋敷、信濃国松本藩水野出羽守家屋敷、旗本中根壱岐守の屋敷が確認できる。中根家は次代で次男正章が中根宇右衛門を名乗って分家し、屋敷を継いだ。
江戸時代中期には北東部に出羽国庄内藩酒井左衛門尉家中屋敷が加わり、水野家屋敷が移転した。
後期には、地黄城能勢熊之助家上屋敷、太田鉦吉屋敷が加わった。

### 明治時代
1859年（安政6年）、神田於玉ヶ池から藤堂家屋敷北の伊東玄朴邸に種痘所が移転した縁故で、1868年（明治元年）7月、藤堂家屋敷跡に医学所仮病院が設置され、横浜軍陣病院の機能が移転、大病院と称した。大病院は幾多の変遷を経て東京医学校となり、1876年（明治9年）本郷本富士町に移転した。
東京医学校はさらに変遷を重ね東京大学医学部となり、1878年（明治11年）11月に附属病院として神田和泉町に第二医院を設立した。場所は医学校時代と異なり、町域東部に立地した。第二医院の周囲には1874年（明治7年）8月に東京司薬場（後の東京衛生試験所、現：国立医薬品食品衛生研究所）、1879年（明治12年）に養育院、1894年（明治27年）に斎藤紀一による東都病院（現：坪井医院）などが置かれ、一時衛生施設が集積した。
1901年（明治34年）1月29日、第二医院で患者21名が犠牲となる火災が発生した。以降当地は東京帝国大学医科大学の運動場となっていたが、三井家の手に渡り、1909年（明治42年）3月、第二医院跡に三井慈善病院（現：三井記念病院）が設立された。

### 大正時代
1923年（大正12年）の関東大震災では、甚大な被害を被った下町地区にあって、神田和泉町は佐久間町等と共に奇跡的に焼失を免れた。まずミツワ化学試験所に失火があったが、消防署のポンプにより消し止められ、次に東京衛生試験所から出火したが、三井慈善病院消防隊により消火された。最後に浅草方面から火の手が迫ると、住民は帝国嘲筒株式会社から借りたポンプやバケツを用いて神田川から取水し、火勢の撃退に成功した。
この功績により、当地一帯は1934年（昭和14年）1月に府より関東大震災協力防火の地として顕彰され、和泉町内に「防火守護地」の記念碑が建てられている。

### 昭和時代
1933年（昭和8年）、佐久間町より佐久間国民学校が移転した。1993年（平成5年）に今川小学校と合併し、和泉小学校となる。
1945年（昭和20年）の東京大空襲には関東大震災を生き抜いた住民らも歯が立たず、3月10日の空襲で壊滅的な被害を蒙った。
戦後、東京衛生試験所は1946年（昭和21年）に世田谷区玉川用賀町（現：上用賀）の陸軍衛生材料廠跡に移転したが、三井厚生病院は1947年（昭和22年）8月辛うじて原型を留めた2棟を用いて仮開業、1951年（昭和26年）3月新病棟が竣工して再建を遂げた。
1948年（昭和23年）三井記念病院から一部の土地を借り、農林省東京食糧事務所（現：農林水産省関東農政局東京農政事務所）が設置された。1971年（昭和46年）10月大手町合同庁舎3号館に移転し、同年、地元町会やPTAの働きかけにより、事務所跡地に和泉公園が整備された。

## 世帯数と人口
2025年（令和7年）3月1日現在（千代田区発表）の世帯数と人口は以下の通りである。
- 世帯数 : 428世帯
- 人口 : 777人

### 人口の変遷
国勢調査による人口の推移。
| 年                 | 人口 |
| ------------------ | ---- |
| 1995年（平成7年）  | 522  |
| 2000年（平成12年） | 524  |
| 2005年（平成17年） | 677  |
| 2010年（平成22年） | 594  |
| 2015年（平成27年） | 673  |
| 2020年（令和2年）  | 726  |

### 世帯数の変遷
国勢調査による世帯数の推移。
| 年                 | 世帯数 |
| ------------------ | ------ |
| 1995年（平成7年）  | 178    |
| 2000年（平成12年） | 177    |
| 2005年（平成17年） | 306    |
| 2010年（平成22年） | 281    |
| 2015年（平成27年） | 352    |
| 2020年（令和2年）  | 392    |

## 学区
区立小・中学校に通う場合、学区は以下の通りとなる（2017年8月現在）。なお、千代田区の中学校では学校選択制度を導入しており、区内全域から選択することが可能。
- 区域 : 全域
  - 小学校 : 千代田区立和泉小学校
  - 中学校 : 千代田区立麹町中学校 または 千代田区立神田一橋中学校

## 事業所
2021年（令和3年）現在の経済センサス調査による事業所数と従業員数は以下の通りである。
- 事業所数 : 483事業所
- 従業員数 : 9,561人

### 事業者数の変遷
経済センサスによる事業所数の推移。
| 年                 | 事業者数 |
| ------------------ | -------- |
| 2016年（平成28年） | 434      |
| 2021年（令和3年）  | 483      |

### 従業員数の変遷
経済センサスによる従業員数の推移。
| 年                 | 従業員数 |
| ------------------ | -------- |
| 2016年（平成28年） | 8,524    |
| 2021年（令和3年）  | 9,561    |

### 主な企業
- NIPPON EXPRESSホールディングス本社（NXグループビル・2021年12月6日に東京都港区東新橋から移転）
- YKK本社
- 日本卓球本社
- ハーヴェスト出版
- キリンビバレッジ（登記上本店。本社機能は中野区中野に所在）

## 施設
- 神田資源
- 三井記念病院
- 千代田区立和泉公園
- 千代田区立和泉小学校・千代田区男女共同参画センター
- 住友商事神田和泉町ビル
- 鶴岡和泉町店

## 交通

### 鉄道
- 町域内に鉄道駅はないが、地域西部方面に秋葉原駅が至近にある。

### 道路
国道
- 国道4号

## その他

### 日本郵便
- 郵便番号 : 101-0024[4]（集配局 : 神田郵便局[16]）。